# Muurschildering Oostenburg
Muurschildering Oostenburg is een muurschildering aangebracht op een van de voormalige fabriekshallen aan de Oostenburgermiddenstraat op Amsterdam-Oostenburg.
Het verzoek tot deze muurschildering kwam van Stadgenoot, die hier in de buurt bouwde. Zij vroegen aan kunstenaars binnen Amsterdam Street Art om een blinde muur van een van de fabriekshallen te voorzien van een mural. De totstandkoming van het "doek" van 65 bij 22 meter verliep stroef. Het regende, sneeuwde en vroor, bovendien waren de staalplaten voor ondersteuning van de hoogwerker verdwenen en hadden de schilders rode verf te kort. Desalniettemin werd deze grote muurschildering in tien dagen aangebracht. 
Op de schildering zijn Ciske de Rat en bouwkranen te zien. Om een verbinding te leggen met de geschiedenis van het eiland voor de Vereenigde Oostindische Compagnie werd een meisje afgebeeld in vliegershelm, dat een scheepje gooit.